# أموندين بوتي
أموندين بوتي (بالفرنسية: Amandine Petit)‏ (ولدت في 30 سبتمبر 1997) عارضة أزياء وحاملة لقب ملكة جمال فرنسية تم انتخاب أماندين بيتي، ملكة جمال نورماندي البالغة من العمر 23 عامًا يوم السبت 19 ديسمبر 2020 ملكة جمال فرنسا لعام 2021 ، بمناسبة الحفل المائة لملكة جمال فرنسا، وهي سابع امرأة من نورماندي تفوز بلقب مسابقة ملكة جمال فرنسا. ليكون لها الحق في تمثل بلدها فرنسا في ملكة جمال العالم 2021 أو ملكة جمال الكون 2021.

## نشأتها
نشأت أماندين بيتي في الأصل من كالفادوس ، في بورغيبوس ، بالقرب من كان. هذا هو المكان الذي عاشت فيه مع والديها قبل أن تذهب إلى باريس.

## روابط خارجية
- أموندين بوتي على إنستغرام

| الجوائز و الإنجازات | الجوائز و الإنجازات        | الجوائز و الإنجازات |
| ------------------- | -------------------------- | ------------------- |
| سبقه كليمنس بوتينو  | ملكة جمال فرنسا 2021       | تبعه ديان لير       |
| سبقه مايفا كوك      | ملكة جمال فرنسا للكون 2020 | تبعه كليمنس بوتينو  |
| سبقه مارين كلوتور   | ملكة جمال نورماندي 2020    | تبعه يسرا عسكري     |